# Jean Deudon
Pour les articles homonymes, voir Deudon.
Pas d'image ? Cliquez ici
Jean Deudon (né le 31 octobre 1913 à Paris, mort le 1er novembre 1991 à Saint-Cloud) était un alpiniste et spéléologue français (cofondateur et président du spéléo-club de Paris).

## L'alpiniste
Qualifié de « varappeur hors pair », Jean Deudon fait partie du Groupe de Bleau, pépinière des alpinistes parisiens. Il est devenu membre du Groupe de haute montagne dès l'âge de 18 ans.
En avril 1947, il réalise la première hivernale des aiguilles Ravanel et Mummery avec Gaston Rébuffat.
Jean Deudon est l'un des 10 membres de la première expédition française en Himalaya, dans le Karakoram, aux côtés de Pierre Allain, Jean Arlaud, Jacques Azémar, Jean Carle, Jean Charignon, Marcel Ichac, Jean Leininger, Henry de Ségogne, etc.

## Le spéléologue
Jean Deudon est membre fondateur du spéléo-club de Paris en janvier 1936.
En 1949, il participe à nouveau à une exploration au gouffre de Padirac sous la direction de Robert de Joly avec Guy de Lavaur, Félix Trombe, Jacques Ertaud, le docteur Clamagirand, Jonquières et Bernard Pierre. En 1948 et 1951 Jean Deudon est chef de l'équipe de pointe dans l’exploration du gouffre de Padirac.
Dans les années 1950, Jean Deudon participe, avec d’autres spéléologues, aux premières reconnaissances et explorations du massif du Marguareis qui aboutiront à l'exploration du gouffre Gaché (du nom de son ami du Groupe de Bleau Raymond Gaché).
En 1957, il est président du spéléo-club de Paris.